# Xenillus occultus
Xenillus occultus är en kvalsterart som beskrevs av Banks 1947. Xenillus occultus ingår i släktet Xenillus och familjen Xenillidae. Inga underarter finns listade i Catalogue of Life.